# Hellerup Bank
Hellerup Bank A/S (senere Hellerup og Omegns Bank) var en lokal bank i Hellerup nord for København.
Banken blev grundlagt 1906 med en første bestyrelse bestående af kendte Hellerup-borgere, bl.a. boghandler August Olsen, oberst, senere borgmester Hans Parkov, malermester Krebs og isenkræmmer Knud Harild. Bankens første lokaler lå på Strandvejen 149. Senere flyttede den til hjørnet Strandvejen 159/Hellerupvej 2.
I 1957 havde banken en aktiekapital på 2 mio. kr., bankens reserver på 2,186 mio. kr. og det samlede indskud var på 42,9 mio. kr. Det var således en bank af regional betydning. Personalet var da på 60 personer og banken rådede over 5 filialer, bl.a. en i København. Banken fortsatte sin vækst, og i 1970'erne var den oppe på 17 filialer.
Imidlertid var fondshandlen blevet en belastning, og i 1988 anbefalede Banktilsynet at gå fusionsvejen. Hellerup Bank fulgte rådet og fusionerede med Andelsbanken. I 1990 indgik sidstnævnte i den store bankfusion, der skabte Unibank. Unibank blev siden til Nordea, der fremdeles lå i Hellerup Banks gamle lokaler på Strandvejen.